# شیشه اپال

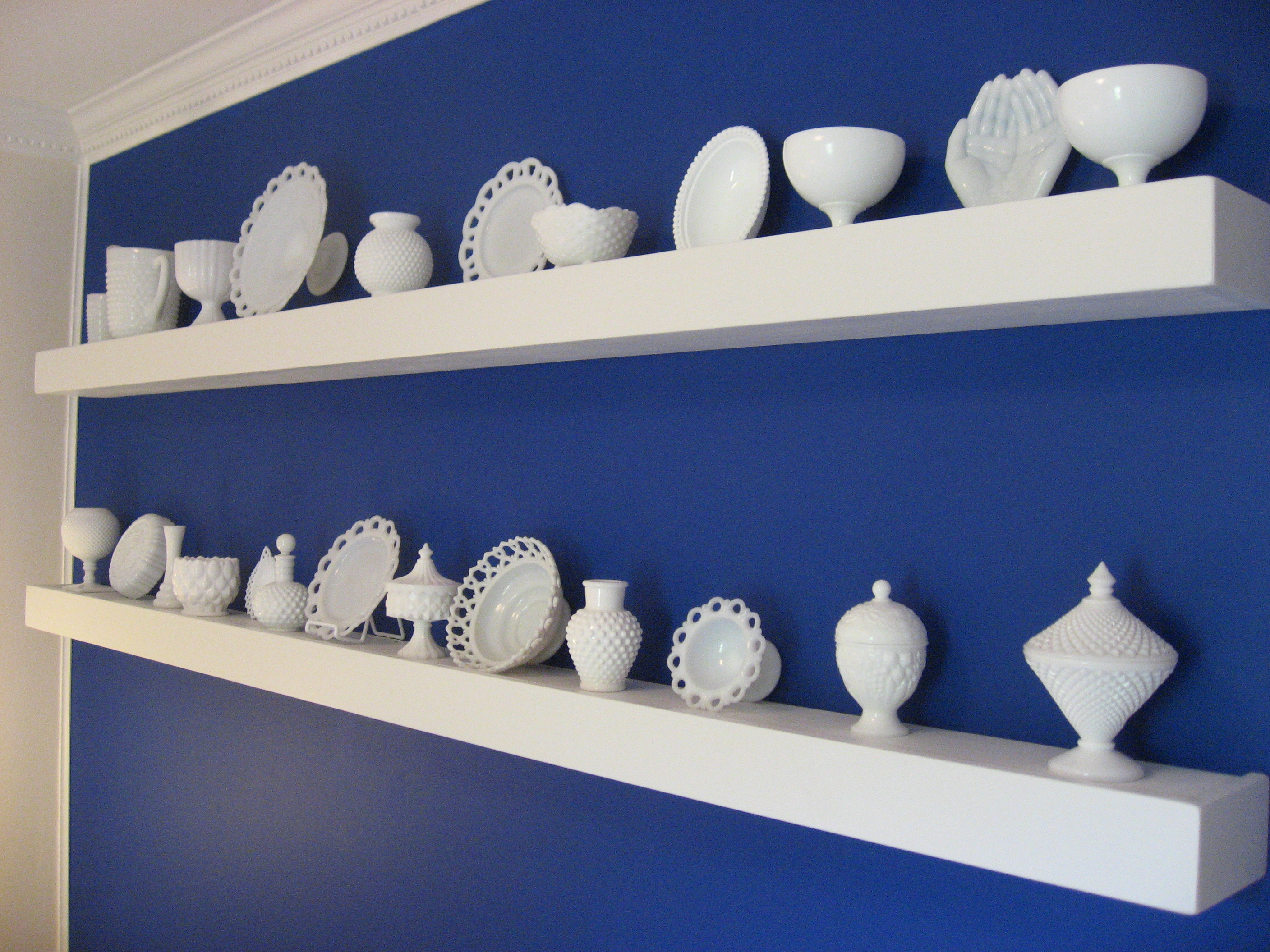
یک مجموعه آرکوپال

شیشه اپال (به انگلیسی: Opal glass) (در ایران آرکوپال (به فرانسوی: Arcopal)) ماده‌ای است بین چینی و شیشه که از آن ظرف مانند کاسه و پشقاب می‌سازند. علت کدر بودن این نوع شیشه، غالباً بروز پدیده جدایش فازی در مقیاس میکروسکوپی است. این پدیده باعث انکسار نور و در نتیجه کدر شدن شیشه می‌شود. در برخی از انواع شیشه اپال، به دام افتادن حباب‌های ریز گازی در شیشه باعث کدر شدن می‌شود. این دسته از شیشه‌های اپال، «اپال حباب‌دار» نامیده می‌شوند.
ظروف اوپال معمولا نشکن بوده، در برابر حرارت مقاوم است، از چینی سبک‌تر و به مراتب نازک‌تر است. ظروف اپال بر خلاف ظروف چینی در میهمانی‌ها و مراسم رسمی استفاده نمی‌شوند. این ظروف از نظر بهداشتی سالم بوده و برای سلامتی انسان مضر نیستند.

## تاریخچه
ظروف اپال برای نخستین بار در قرن شانزدهم در ونیز ساخته شدند. بعدها و در قرن نوزدهم، شرکتی فرانسوی به نام آرک، ظروف اوپال را با روش گریز از مرکز به تولید انبوه رساند. از همین رو در ایران نام تجاری محصول این شرکت «آرکوپال» به این نوع از ظروف گفته می‌شود.
ماهانه به‌طور متوسط یک و نیم میلیارد تومان ظروف اوپال به ایران وارد می‌شود.

## روش ساخت
انواع شیشه‌های اپال دارای ترکیبات متفاوتی هستند. اما اغلب اپال‌های تجارتی، دارای بیشا از ۶۰ درصد SiO۲ هستند. مواد اصلی سازنده اوپال، همان مواد تشکیل دهنده شیشه و بلور است. شامل: خرده شیشه، سیلیس، آهک و کربنات سدیم. تفاوت اصلی مواد تشکیل دهنده اوپال با شیشه، در افزودن فلوراید یا فلداسپات و کریولیت به عنوان رنگ دهنده می‌باشد.
این شیشه‌ها همچنین دارای مقادیر قابل توجهی اکسید سدیم، اکسید کلسیم و اکسید آلومینیوم هستند. برای تقویت خاصیت شوک‌پذیری در ترکیب شیشه اپال بیش از ۱۲ درصد اکسید بور استفاده می‌شود. همچنین در ترکیب برخی از انواع اپال، از فسفات‌های مختلف نیز استفاده می‌شود.
مجموعه این مواد در دمای ۱۵۰۰ تا ۱۶۰۰ درجه سانتیگراد ترکیب شده و با استفاده از نیروی گریز از مرکز، به شکل ظرف مورد نظر در می‌آیند. به همین دلیل ظروف اوپال بسیار نازک‌تر از ظروفی هستند که با استفاده از قالب و پرس ساخته می‌شوند.
پس از این مرحله، ظروف تحت عملیات حرارتی «آنیل» قرار گرفته و مقاومت بیشتری در برابر حرارت کسب می‌کنند؛ بنابراین بیشتر این نوع از ظروف را می‌توان در ماکروفر قرار داد. در همین مرحله عملیات حرارتی است که ظروف به وسیله عکس برگردان‌های مقاوم به حرارت، منقوش می‌شوند.